# Моціон
Моціо́н (нім. motion з лат. motio — рух) — прогулянка надворі на свіжому повітрі для відпочинку, лікування тощо. Як лікувальна процедура призначається точно дозовано щодо часу та за спеціальними маршрутами. Моціон не передбачає надмірних навантажень.
Виділяють вільний (пасивний) та примусовий (активний) моціони[джерело?].

## Моціон тварин
Передбачає перебування і рух тварин на свіжому повітрі. Має велике гігієнічне значення для організму і є обов'язковим при стійловому утриманні сільськогосподарських тварин, особливо для вагітних маток, високопродуктивних тварин, плідників і молодняка.
Моціон великої рогатої худоби становить не менше 3–4 год на добу. Його надають тваринам в один або два прийоми. При цьому зимової пори його проводять вдень, а в літню, навпаки, вранці або ввечері.